# Jacques Rouzet
Pour les articles homonymes, voir Rouzet.
 (août 2023).
Jacques Rouzet, né à Roanne (Loire), est un scénariste et écrivain français.

## Biographie
Jacques Rouzet est titulaire d'une maîtrise de lettres et diplômé de l'Institut des hautes études cinématographiques.
Il a travaillé pendant plusieurs années à la direction des fictions de l'après-midi sur TF1, avant d'assumer la direction littéraire et artistique d'une maison de production.
Il est l'un des créateurs de la série série TV Louis la Brocante sur France 3.
Il collabore depuis 2003 avec la maison d'édition auvergnate De Borée.
En mai 2004, il publie un premier ouvrage, Les Grandes Affaires criminelles du Roannais, second tome de la collection Grandes affaires criminelles.
En mars 2006, il fait paraître un deuxième livre dans la même collection, Les Grandes Affaires criminelles de la Loire, coécrit avec Jean-François Vial.
En septembre 2008, Jacques Rouzet publie Les Nouvelles Grandes affaires criminelles du Roannais. Il est par ailleurs auteur d'un roman intitulé Grand Cœur Sauvage, publié en octobre 2008 aux éditions Télémaque dans lequel il relate la participation des Indiens d'Amérique à la Grande Guerre.

## Filmographie

### Scénariste
- 1998-2011 : Louis la Brocante :
  - 1998 : Louis et Violette (saison 1 ,épisode 2)
  - 2003 : Louis et le violon noir (saison 4 ,épisode 3)
  - 2005 : Louis et le messager des sables (saison 6 ,épisode 2)
  - 2006 : Louis, Lola et le crocodile (saison 7 ,épisode 2)
  - 2007 : Louis et le chapitre manquant (saison 8 ,épisode 2)
  - 2007 : Louis et le condamné à domicile (saison 8 ,épisode 3)

## Publications
- Les Grandes Affaires criminelles du Roannais, éditions De Borée, 2004
- Les Grandes Affaires criminelles de la Loire, coécrit avec Jean-François Vial, éditions De Borée, 2006
- Les Nouvelles Grandes affaires criminelles du Roannais, éditions De Borée, 2008
- Grand Cœur Sauvage, éditions Télémaque, 2008
- Faits d'hier - Faits-divers : La Belle Epoque (1900-1914), éditions Thob'as, 2009
- Les grandes catastrophes en France, Ixelles éditions, 2009
- Les Grandes Affaires criminelles de Suisse romande, éditions De Borée, 2011
- C’est quand le bonheur ?, éditions Gaussen, 2013,  (ISBN 9782356980564)[2]